# Мохсен Махмальбаф
Мохсен Махмальбаф (перс. محسن مخملباف; нар. 29 травня 1957, Тегеран, Іран) — іранський сценарист, монтажер і режисер, лауреат багатьох міжнародних премій.

## Біографія

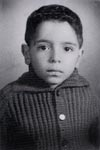
Мохсен Махмальбаф у дитинстві

Мохсен Махмальбаф народився в Тегерані в бідному робочому районі. У дитинстві він не дивився фільмів, бо бабуся була дуже релігійною людиною і говорила, що за перегляд стрічок Бог може відправити у пекло. У п'ятнадцять почав працювати для фінансової підтримки сім'ї. Через два роки приєднався до однієї з багатьох радикальних організацій, які боролись за падіння режиму шаха. Його було затримано та засуджено до довічного ув'язнення за організацію нападу на поліцейський відділок. Мохсену вдалося уникнути смертної кари. Через п'ять років він вийшов на волю.

## Кар'єра
У 1981 виходить стрічка за сценарієм Мохсена «Пояснення». За два роки з'являється фільм «Обітниця», у створенні якого він виступає сценаристом та режисером. Серед інших ранніх робіт Махмальбаха — «Тікаючи від зла до Бога», «Два незрячих ока», «Бойкот». Перша стрічка, яка привернула міжнародну увагу та здобула нагороду на Міжнародному гавайському кінофестивалі стала драма «Велосипедист». «Шлюб блаженних» — історія про гірко розчарованого ветерана війни на межі психічного зриву було знято у 1989. Наступні дві стрічки: «Ночі на річці Заянде», «Час кохання» були заборонені в Ірані, бо вони викликали сумніви з приводу революції.
Чорно-біла стрічка «Одного разу, кіно» торкається теми зародження кінематографу в Ірані. Романтична драма «Габбех» приносить Мохсену Махмальбафу нагороду на Токійському міжнародному кінофестивалі за найкращий художній внесок. У 1998 допомагав доньці Самірі в створенні її дебютної стрічки «Яблуко». Музична драма «Мовчання» перемогла у трьох номінаціях на Венеційському кінофестивалі.
Фільм 2001 року «Кандагар», покликаний сконцентрувати увагу на тяжке становище жінок в Афганістані. Стрічка була показана, принаймні, у сорока країнах світу, перевершивши касові збори мюзиклу «Мулен Руж!» у Франції та Італії. Наступного року вийшов документальний фільм про життя афганських дітей на кордоні з Іраном «Афганська абетка». У романтичній драмі «Секс і філософія» режисер фокусується на танцюристі, який планує останнє танго з чотирма своїми коханками.
Притча «Президент» про диктатора незалежної країни, який втратив владу та змушений переховуватись від переслідувачів, поступово проникаючись проблемами людей, Махмальбаф знімав у Грузії, з грузинськими акторами.

## Особисте життя
Перша дружина Мохсена Фатіма Мешкіні трагічно загинула в 1992. У них народилося троє дітей: Саміра, Мейсам і Хана. Другою дружиною режисера стала рідна сестра Фатіми Мерзіє Мешкіні.

## Фільмографія
| Рік  | Назва                           | Оригінальна назва                | Примітки                               |
| ---- | ------------------------------- | -------------------------------- | -------------------------------------- |
| 1981 | «Пояснення»                     | Towjeeh                          | сценарист                              |
| 1982 |                                 | Hesar dar Hesar                  | сценарист                              |
| 1982 |                                 | Marg Deegari                     | сценарист                              |
| 1983 | «Обітниця»                      | Tobeh Nosuh                      | режисер, сценарист                     |
| 1984 | «Тікаючи від зла до Бога»       | Este'aze                         | режисер, сценарист, монтажер           |
| 1984 | «Два незрячих ока»              | Do Cheshman Beesu                | режисер, сценарист                     |
| 1985 | «Бойкот»                        | Baykot                           | режисер, сценарист, монтажер           |
| 1985 | «Дзво́ни»                        | Zangha                           | сценарист                              |
| 1987 | «Велосипедист»                  | Bicycleran                       | режисер, сценарист, монтажер           |
| 1989 | «Лоточник»                      | Dastforoush                      | сценарист, монтажер                    |
| 1989 |                                 | Madrese-ye Rajayi                | сценарист, монтажер                    |
| 1989 | «Шлюб блаженних»                | Arousi-ye Khouban                | режисер, сценарист, монтажер           |
| 1990 | «Ночі на річці Заянде»          | Shabhaye Zayendeh-Rood           | режисер, сценарист, монтажер           |
| 1990 | «Час кохання»                   | Nobat e Asheghi                  |                                        |
| 1990 |                                 | Farmandar                        | сценарист, монтажер                    |
| 1990 |                                 | Del Namak                        | монтажер                               |
| 1990 |                                 | Deedeh-Ban                       | монтажер                               |
| 1992 | «Одного разу, кіно»             | Nassereddin Shah, Actor-e Cinema | режисер, сценарист, монтажер           |
| 1992 | «Недосконала людина»            | Mard-e na-tamam                  | сценарист, монтажер                    |
| 1993 |                                 | Images from the Ghajar Dynasty   | режисер, сценарист                     |
| 1993 | «Актор»                         | Honarpisheh                      | режисер, сценарист, монтажер           |
| 1995 | «Салям, сінема!»                | Salaam Cinema                    | режисер, сценарист, монтажер           |
| 1996 | «Габбех»                        | Gabbeh                           | режисер, сценарист, монтажер           |
| 1996 | «Мить невинності»               | Nun va Goldoon                   | режисер, сценарист, монтажер           |
| 1998 | «Школа, яку забрав вітер»       | Madresei keh baad bord           | режисер, сценарист, монтажер           |
| 1998 | «Яблуко»                        | Sib                              | сценарист, монтажер                    |
| 1998 | «Мовчання»                      | Sokout                           | режисер, сценарист, монтажер           |
| 1999 | «Казки Кіша»                    | Ghessé hayé kish                 | режисер, сценарист, монтажер           |
| 2000 | «Шкільні дошки»                 | Takhté siah                      | сценарист, монтажер, продюсер          |
| 2000 |                                 | Tales of an Island               | режисер, сценарист                     |
| 2000 | «День, коли я стала жінкою»     | Roozi ke zan shodam              | сценарист, продюсер                    |
| 2001 | «Кандагар»                      | Safar e Ghandehar                | режисер, сценарист, монтажер, продюсер |
| 2001 | «Таємне голосування»            | Raye makhfi                      | сценарист                              |
| 2002 | «Афганська абетка»              | Alefbay-e afghan                 | режисер, сценарист, монтажер           |
| 2002 | «11 вересня»                    | 11'0901 — September 11           | монтажер                               |
| 2003 | «О п'ятій пополудні»            | Panj é asr                       | сценарист, монтажер, продюсер          |
| 2003 | «Осама»                         | Osama                            | продюсер                               |
| 2003 | «Радість безумства»             | Lezate divanegi                  | продюсер                               |
| 2005 | «Секс і філософія»              | Sex o phalsapheh                 | режисер, сценарист, монтажер, продюсер |
| 2005 | «Поет сміття»                   | Shaere zobale-ha                 | сценарист, монтажер                    |
| 2005 | «Стілець»                       | The Chair                        | режисер, сценарист, монтажер           |
| 2006 | «Крик мурах»                    | Faryad moorcheha                 | режисер, сценарист, монтажер, продюсер |
| 2008 | «Двоногий кінь»                 | Asbe du-pa                       | сценарист, монтажер, продюсер          |
| 2009 | «Людина, яка прийшла зі снігом» | The Man Who Came with the Snow   | режисер, сценарист, монтажер           |
| 2011 | «Рай для мами»                  | Ray dlya mamy                    | сценарист                              |
| 2012 | «Садівник»                      | The Gardener                     | режисер, сценарист, продюсер           |
| 2012 | «Садівник»                      | Bagheban                         | режисер, сценарист                     |
| 2013 |                                 | Ongoing Smile                    | режисер                                |
| 2014 | «Президент»                     | The President                    | режисер, сценарист                     |
| 2016 |                                 | The Tenant                       | режисер                                |
| 2016 |                                 | LE Vacances                      | режисер                                |
|      |                                 | Les Vacances                     | режисер, сценарист                     |